# عصر جدید (مسابقه تلویزیونی)
عصر جدید مسابقهٔ تلویزیونی استعدادیابی است که توسط صدا و سیمای جمهوری اسلامی ایران ساخته و از شبکه سه پخش شد. این برنامه با تهیه‌کنندگی و اجرای احسان علیخانی ساخته شد. فصل اول آن از ۲۷ بهمن ۱۳۹۷ تا ۳۱ مرداد ۱۳۹۸ پخش شد. فصل دوم از ۶ اسفند ۱۳۹۸ تا ۲۹ اسفند ۱۳۹۹ و فصل سوم از ۱ فروردین ۱۴۰۱ تا ۲۶ تیر ۱۴۰۱ به روی آنتن رفت.
عصر جدید خود را با عنوان اولین و بزرگ‌ترین برنامه استعدادیابی تلویزیونی در ایران معرفی کرده است. در این برنامه شرکت‌کنندگان به صورت انفرادی یا گروهی می‌توانند در رشته‌های مختلف هنری، علمی، ورزشی و سرگرمی از جمله خوانندگی، شعبده‌بازی، حرکات آکروباتیک، کمدی، ذهن‌خوانی، ریاضی، بیت باکسینگ، ژیمناستیک، دوبله،  دابسمش، ورزش‌های رزمی، نمایش، پارکور حرکات موزون، پهلوانی شرکت کنند. داوران برنامه در فصل‌های اول و دوم امین حیایی، سید بشیر حسینی، آریا عظیمی‌نژاد و رؤیا نونهالی بودند. در فصل سوم، حیایی، مجید اسماعیلی، ژاله صامتی و کارن همایونفر به عنوان داور حضور پیدا کردند.

## ساختار برنامه

### مرحلهٔ شناسایی
برای شرکت در برنامهٔ عصر جدید ابتدا شخص ویدیویی حداکثر پنج دقیقه از استعداد خود را فیلمبرداری می‌کند و به وبگاه برنامه ارسال می‌کند که توسط تیم داوری ۲۰ نفره بررسی می‌شود و پس از بررسی، ویدیوهای مستعد برگزیده و به افراد مستعد اعلام می‌شود.

### مرحلهٔ راستی آزمایی
این افراد بعد از پذیرش باید به صورت حضوری استعداد خود را به این تیم نمایش دهند. در مرحلهٔ نمایش حضوری یا راستی آزمایی فرد مستعد باید در مرحلهٔ مقدماتی که به صورت زنده بر روی صحنه انجام می‌گیرد، اجرا کند. از فصل دوم، ۴ قسمت ابتدایی عصر جدید، مرحلهٔ راستی آزمایی است.

### مرحلهٔ مقدماتی
این مرحله در فصل اول ۲۶ قسمت داشت و در فصل دوم ۲۰ قسمت. در این مرحله افراد یا گروه‌های مستعد به صورت زنده استعداد خود را در مقابل داوران اصلی برنامه و تماشاگران حاضر در معرض نمایش قرار می‌دهند. البته بینندگان تلویزیونی بعدها تصاویر ضبط شده را از تلویزیون می‌بینند.
در هر برنامه ۷ شرکت کننده شرکت می‌کنند که در فصل اول از هر برنامه ۲ نفر به مرحله دوم صعود می‌کرد، یک نفر با رأی مستقیم داوران و یک نفر با نظر مردم. اما در فصل دوم برای افزودن جذابیت برنامه‌های مراحل بعد، در هر شب از صفر تا چهار انتخاب امکان‌پذیر است. بدین ترتیب که ممکن است در یک شب اجراها ضعیف باشد و یک نفر به مرحله بعد برود و در شبی دیگر اجراها بهتر باشد و سه نفر مستحق صعود باشند. بدین ترتیب، باز هم به‌طور میانگین هر شب دو نفر صعود می‌کنند، اما افراد شایسته‌تر.
در فصل اول در مرحلهٔ مقدماتی ۱۵ اعتبارنامه (کارت طلایی) وجود داشت که هر داور ۳ اعتبارنامه و مجری و تیم داوری برنامه ۳ اعتبارنامه داشتند و هر فرد یا گروهی که صاحب کارت طلایی می‌شد، بدون گذراندن مرحله دوم، مستقیماً به نیمه‌نهایی صعود می‌کرد. اما در فصل دوم کارت‌ها حذف شده و به جای آن، زنگ طلایی به میان آمده است تا مسابقه به استانداردهای جهانی نزدیک‌تر شود. هر داور به همراه مجری برنامه حق دارند در طول ۲۶ شب اجرای مرحله اول یک بار زنگ طلایی را به صدا درآورند، یعنی در مجموع زنگ طلایی می‌تواند برای پنج شرکت‌کننده برتر نواخته شود.

### مرحلهٔ دوم
در مرحله دوم از فصل اول ۶۰ شرکت‌کننده حضور داشتند که طی ۱۵ قسمت و در هر شب ۴ اجرا به روی صحنه آمدند و داوران دو مورد آن‌ها را برای رأی‌گیری مردمی نامزد می‌کردند. بینندگان تلویزیونی پس از هر اجرا ۲۴ ساعت فرصت داشتند که رأی دهند تا یکی از آن دو به مرحلهٔ بعد، یعنی نیمه‌نهایی صعود کند.
بنابراین در فصل اول فرمول صعود به مرحله دوم به این شکل بود: در هر قسمت از ۲۶ قسمت دو نفر با رأی تیم داوری و انتخاب مردمی صعود می‌کردند. همچنین ۱۵ اعتبارنامه نیز به شرکت کننده‌های برتر داده شد، که از این ۱۵ نفر، ۶ نفر پس از رقابت و تمرین در باشگاه عصر جدید به مرحلهٔ دوم صعود می‌کردند. در مجموع این مرحله، ۲ نفر نیز از طرف گروه برنامه‌سازی برای رفتن به مرحله دوم انتخاب شدند؛ یعنی درنهایت، ۶۰ نفر به مرحله دوم صعود می‌نمودند.
اما در مرحله دوم از فصل دوم شاهد حضور ۵۰ شرکت‌کننده بودیم که طی ۱۰ شب و در هر شب ۵ اجرا ظاهر شدند. البته فراموش نکنیم که پنج اجرا نیز قبلاً با زنگ طلایی مستقیماً به نیمه‌نهایی رفته بودند.
در فصل دوم داوران در مرحله دوم در هر شب، دو اجرا را انتخاب می‌کردند و کار انتخاب نهایی به رأی مردمی واگذار می‌شد. مردم با انتخاب یک شرکت‌کننده یا تیم در هر شب، از هر قسمت یک نفر را برای صعود به مرحله نیمه‌نهایی انتخاب می‌کردند.
همچنین تغییر بعدی فصل دوم عصر جدید، در مرحله دوم و قبل از ورود به نیمه‌نهایی این بود که در مرحلهٔ نیمه‌نهایی فصل دوم به شرحی که در بالا گفته شد ۱۵ شرکت‌کننده صعود می‌کردند، ده نفر برتر که در هر گروه که بالاترین رای مردمی را کسب کرده و پنج نفری که از مرحله نخست زنگ طلایی گرفته بودند. اما برای هیجان بخشیدن به این مرحله و افزودن تعداد شرکت‌کننده‌های نیمه‌نهایی، تصمیم سازندگان بر آن شد تا در فصل دوم هر یک از چهار داور و همچنین مجری برنامه این حق را داشته باشند تا از میان ده شرکت‌کننده‌ای که در مرحله دوم رای نیاورده‌اند و به رقیب خود باخته‌اند، یک نفر یا یک تیم را انتخاب و به نیمه‌نهایی هدایت کنند. به همین جهت این مرحله را مرحله نجات نامگذاری کردند. به این ترتیب پنج شرکت‌کننده دیگر نیز به جمع شرکت‌کنندگان اضافه شده بود و درمجموع ۲۰ شرکت‌کننده به نیمه‌نهایی صعود کردند.

### مرحلهٔ نیمه‌نهایی
مرحلهٔ نیمه‌نهایی فصل اول عصرجدید در ۵ قسمت برگزار گردید که در هر قسمت ۳ شرکت‌کننده با یکدیگر به رقابت پرداختند و یک نفر از هر قسمت با آرای مردمی به مرحله نهایی عصر جدید صعود کرد، یعنی در مجموع پنج نفر به مرحله نهایی رفتند.
در فصل دوم نیز مرحلهٔ نیمه‌نهایی در ۵ قسمت برگزار شد، اما با توجه به بیشتر بودن تعداد صعودکننده‌ها، در هر قسمت ۴ شرکت‌کننده با یکدیگر به رقابت پرداختند و در هر شب، دو اجرا توسط داوران مسابقه حذف و دو اجرا برای انتخاب مردمی مشخص می‌شدند. در نهایت و با رأی مردمی از هر شب اجرا یک شرکت‌کننده و در مجموع پنج شرکت‌کننده به مرحله نهایی رفتند.

### مرحلهٔ نهایی
مرحلهٔ نهایی فصل اول عصرجدید در ۱ قسمت برگزار و برای نخستین بار به صورت زنده از شبکه سوم سیما پخش شد. در این مرحله پنج نفر یا گروه راه یافته به فینال با یکدیگر به رقابت پرداختند و رای داورها در میان نبود و داوران تنها نظر شخصی خود را بیان می‌کردند. در نهایت و با رأی مردمی، نفرات برتر عصرجدید در همان شب و با آرای مردمی مشخص و به ترتیب اول تا پنجم اعلام شدند.
اما در فصل دوم در حالی که سازندگان این برنامه بسیار تلاش کردند مانند فصل اول، مرحله نهایی (فینال) فصل دوم نیز به صورت پخش زنده تلویزیونی باشد، به دلیل شیوع بیماری کرونا مجبور به ضبط برنامه در حضور تماشاگران استودیویی و داوران شدند.

## داوران و مجریان
| فصل | مجری          | مجری پشت صحنه | داوران     | داوران         | داوران         | داوران       |
| --- | ------------- | ------------- | ---------- | -------------- | -------------- | ------------ |
| ۱   | احسان علیخانی | ایمان قیاسی   | امین حیایی | سید بشیر حسینی | آریا عظیمی‌نژاد | رؤیا نونهالی |
| ۲   | احسان علیخانی | ایمان قیاسی   | امین حیایی | سید بشیر حسینی | آریا عظیمی‌نژاد | رؤیا نونهالی |
| ۳   | احسان علیخانی | ایمان قیاسی   | امین حیایی | مجید اسماعیلی  | کارن همایونفر  | ژاله صامتی   |

فصل اول برنامه عصر جدید با چهار داور برگزار شد. امین حیایی، سید بشیر حسینی، آریا عظیمی‌نژاد و رؤیا نونهالی داوران این فصل بودند. احسان علیخانی نیز کار اجرا و تهیه کنندگی این برنامه را بر عهده داشت و ایمان قیاسی مجری پشت صحنه بود.
فصل دوم عصر جدید نیز همانند فصل اول با اجرای احسان علیخانی و ایمان قیاسی و باز هم با داوری امین حیایی، سید بشیر حسینی، آریا عظیمی‌نژاد و رؤیا نونهالی پخش شد. بدین ترتیب در ترکیب مجری و داوران نسبت به فصل اول هیچ تغییری ایجاد نشد. حتی داوران در جایگاه‌های فصل قبل نشستند.
فصل سوم عصر جدید، امین حیایی همچنان داور مسابقه باقی ماند و مجید اسماعیلی، کارن همایونفر و ژاله صامتی جایگزین سه داور قبلی شدند.

### سید بشیر حسینی

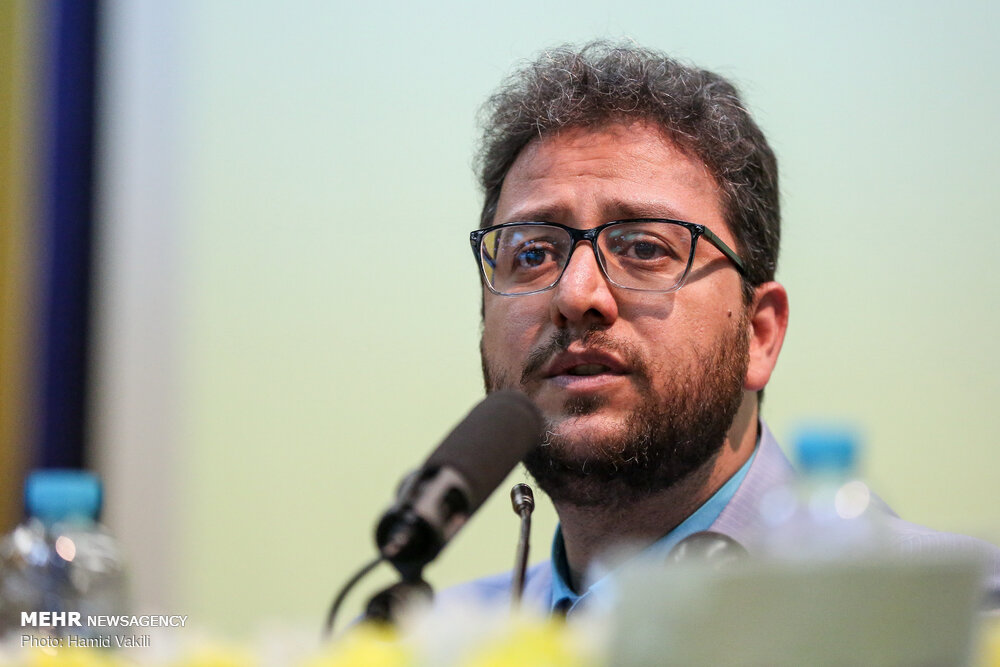
حسینی در دانشکده علوم اجتماعی دانشگاه تهران، اردیبهشت ۱۳۹۸

سید بشیر حسینی (زاده ۱۵ آذر ۱۳۶۰) استاد دانشگاه و از داوران فصل اول و دوم عصر جدید است. او در شهریور ۱۳۹۷ به عنوان مدیر گروه فرهنگ و اندیشه شبکه ۴ سیمای جمهوری اسلامی ایران انتخاب شد. تحصیلات وی فوق دکترای روابط عمومی است. 
او کتابی با عنوان «حرفی به قدر کفایت» تألیف و منتشر کرده است. حسینی همچنین یکی از مؤلفین کتاب درسی تفکر و سواد رسانه‌ای است، که در پایه دهم متوسطه دوم تدریس می‌شود.

## خلاصه فصل‌ها
| فصل | پخش اصلی       | پخش اصلی      | قهرمان             | نایب‌قهرمان     | مقام سوم                  |
| فصل | پخش اول        | پخش آخر       | قهرمان             | نایب‌قهرمان     | مقام سوم                  |
| --- | -------------- | ------------- | ------------------ | -------------- | ------------------------- |
| ۱   | ۲۷ بهمن ۱۳۹۷   | ۳۱ مرداد ۱۳۹۸ | فاطمه عبادی        | محمد زارع      | پارسا خائف                |
| ۲   | ۶ اسفند ۱۳۹۸   | ۲۹ اسفند ۱۳۹۹ | گروه فرشتگان نینجا | عرفان طهماسبی  | گروه جوانمردان ایران زمین |
| ۳   | ۱ فروردین ۱۴۰۱ | ۲۶ تیر ۱۴۰۱   | علی طولابی         | گروه پهلوانک‌ها | پیمان ابراهیمی            |

### فصل ۱ (۹۸–۱۳۹۷)
فصل اول عصر جدید، از ۲۷ بهمن ۱۳۹۷ روی آنتن شبکه سه رفت. بیش از ۵۰۰۰ ویدیو برای نمایش استعداد خود به این برنامه در این فصل ارسال شد. این فصل در ۶۴ قسمت ۶۰ الی ۱۲۰ دقیقه‌ای پخش شد. برنامه اعلام نتایج مرحله نهایی این فصل در روز پنجشنبه، ۳۱ مرداد ۱۳۹۸، به صورت پخش زنده روانه آنتن شد. این برنامه از ساعت ۱۷:۳۰ روز پنجشنبه آغاز شد و تا حدود ساعت ۳ بامداد روز جمعه، ۱ شهریور ۱۳۹۸، ادامه یافت. شرکت‌کنندگان، فاطمه عبادی، محمد زارع و پارسا خائف به ترتیب به عنوان نفرات اول تا سوم این فصل انتخاب شدند.

### فصل ۲ (۹۹–۱۳۹۸)
فصل دوم عصر جدید، از ۶ اسفند ۱۳۹۸ تا ۲۹ اسفند ۱۳۹۹ از شبکهٔ سه پخش شد. شرکت‌کنندگان، گروه فرشتگان نینجا، متشکل از دختران نینجوتسو کار ۲ تا ۸ ساله، عنوان قهرمانی فصل دوم را به دست آوردند. عرفان طهماسبی، خواننده، دوم شد و گروه جوانمردان ایران‌زمین، متشکل از ورزشکاران رشتهٔ زورخانه‌ای، در جایگاه سوم قرار گرفت.

### فصل ۳ (۱۴۰۱)
فصل سوم عصر جدید، از ۱ فروردین تا ۲۶ تیر ۱۴۰۱ از شبکهٔ سه پخش شد. علی طولابی، گروه پهلوانک‌ها و پیمان ابراهیمی به ترتیب به عنوان نفرات اول تا سوم این فصل انتخاب شدند.

## بازخورد
عصر جدید در حالی که یکی از پرطرفدارترین برنامه‌های «صدا و سیمای جمهوری اسلامی ایران» است، منتقدانی هم دارد. برخی منتقدان معتقدند که تیم داوری عصر جدید همگون نیستند و اکثراً در حوزه‌هایی داوری می‌کنند که در آن تخصصی ندارند.
درحالی که عصر جدید علاوه بر کشف استعدادها، آموزش به خانواده‌ها، کمک‌های خیریه‌ای مختلف و مواردی از این دست، خدمات زیادی را ارائه کرده است؛ برای مثال، با یک شب تبلیغ باعث شد ایران رکورد دریافت کارت اهدای عضو را در جهان بشکند، هنوز عده‌ای با آن مخالفت می‌کنند. آن‌ها از این برنامه به دلیل تلاش برای درآمدزایی از هر روشی انتقاد کرده‌اند.
عده‌ای دیگر هم به استفاده از واژه «استعدادیابی» برای عنوان این برنامه اعتراض کرده‌اند و گفته‌اند کاری را که شرکت کنندگان در این مسابقه می‌کنند، نمی‌توان استعداد نامید و این برنامه را سرکوب کننده دانش آموزان ممتاز دانسته‌اند. این در حالی است که افراد تحصیلکرده‌ای مانند بشیر حسینی، که از داوران فصل اول و دوم بود، بارها اعلام کرد که مگر هدف از حداقل دوازده سال تحصیل در مدارس، کشف استعدادها نیست؟ عصر جدید هم دقیقاً دارد همین کار را انجام می‌دهد.
عبدالله گیویان در مقاله‌ای تحت‌عنوان «عصر کدام جدید؟» در نقد این برنامه می‌نویسد:
شاید این «عصر جدید» به این معناست که بله «تلویزیون» و برنامه‌سازان آن تحت تدابیر داهیانه مدیران آن می‌تواند از غرب تقلید کنند و تنها کافی است غربی بودن و چرخش الگویی پس پرده آن تقلید، در هیاهو گم شود؟ شاید در «عصر» این مدیران می‌شود ادعا کرد که ما هم در «جدید» بودن چیزی کمتر از دیگران نداریم چون شبیه به آن‌ها برنامه می‌سازیم و می‌توانیم با صرف هزینه‌های زیاد مدعی شویم با دستکاری در «جلافت» ها بدعتی جدید به نام «سرگرمی» اسلامی خلق کرده‌ایم؟!— عبدالله گیویان

## جوایز شرکت‌کنندگان
در فصل اول عصر جدید، جایزهٔ فینالیست‌ها، نفر اول ۵۰۰ میلیون تومان، نفر دوم ۲۰۰ میلیون تومان، نفر سوم ۱۰۰ میلیون تومان، نفر چهارم ۷۵ میلیون تومان و نفر پنجم ۵۰ میلیون تومان بود.
البته در طی مراحل قبلی فصل‌های اول و دوم، به بعضی از افراد یا گروه‌هایی که به دلایل مختلف نیازمند کمک مالی بودند، جوایزی تا سقف سی میلیون تومان هم پرداخت شد.
در فصل دوم عصر جدید، جایزهٔ فینالیست‌ها، نفر اول ۶۰۰ میلیون تومان، نفر دوم ۳۵۰ میلیون تومان، نفر سوم ۲۰۰ میلیون تومان، نفر چهارم ۱۵۰ میلیون تومان و نفر پنجم ۱۰۰ میلیون تومان بود.

## جوایز برنامه
| سال  | جوایز      | دسته‌بندی                                 | نتیجه |
| ---- | ---------- | ---------------------------------------- | ----- |
| ۱۳۹۹ | صدا و سیما | پربیننده‌ترین ویژه برنامهٔ نوروزی تلویزیون | برنده |
| ۱۳۹۸ | صدا و سیما | بهترین برنامهٔ تلویزیونی از نگاه مردم     | برنده |

## استودیو عصر جدید
استودیو عصر جدید برنامه‌ای برای پشت صحنهٔ برنامه عصر جدید بود که به روایت اتفاقات پشت صحنه و ماجراهای سرگرم‌کننده مسابقهٔ عصر جدید می‌پرداخت. این برنامه در ۲۸ بهمن ۱۳۹۷ آغاز و در ۲۹ مرداد ۱۳۹۸ به پایان رسید و از آن به بعد هشتگ عصر جدید نام گرفت.

## هشتگ عصر جدید

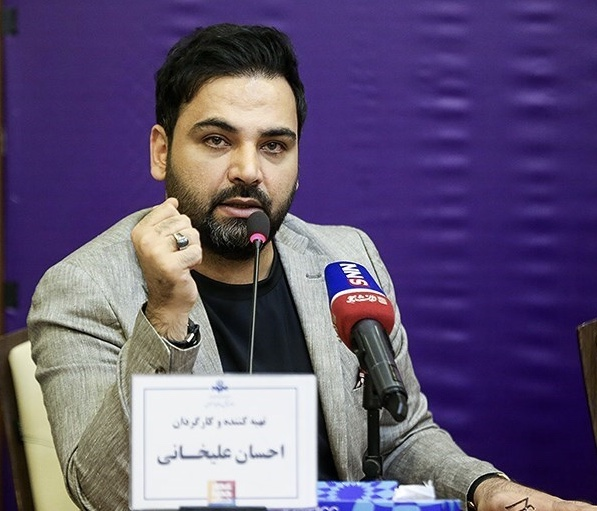
احسان علیخانی در حال مصاحبه

هشتگ عصر جدید برنامه‌ای با اجرای ایمان قیاسی برای پشت صحنه و حواشی برنامه عصر جدید است که به روایت اتفاقات پشت صحنه، گفت‌وگو و ماجراهای سرگرم‌کننده مسابقهٔ عصر جدید می‌پردازد.
هشتگ عصر جدید فصل اول برنامه‌ای ۴۵ دقیقه‌ای است که پشت صحنهٔ عصر جدید را روایت می‌کند. در آن مجری پشت صحنه (ایمان قیاسی) با داوران، شرکت‌کننده‌ها، خانواده‌های آن‌ها و احسان علیخانی گپ و گفت می‌کند تا بینندگان برنامه عصر جدید شبکه سه در جریان حال و هوای آنچه در پشت صحنه می‌گذرد قرار بگیرند. قسمت اول این برنامه در ۱۶ اسفند ۱۳۹۸ پخش شد.
بخش دوم فصل اول هشتگ عصر جدید در محرم و صفر ۱۳۹۹ پخش شد، یعنی بین مرحله دوم و مرحله نیمه‌نهایی این فصل. در این دو ماه، مسابقات عصر جدید پخش نشد. از دی تا بهمن ۱۳۹۹، قبل از شروع مرحله نیمه‌نهایی نیز بخش سوم فصل اول هشتگ عصر جدید پخش شد که هر قسمت شامل مصاحبه ایمان قیاسی با داوران و سازندگان برنامه و مصاحبه احسان علیخانی با افرادی مختلفی دربارهٔ دنیاگیری کووید ۱۹ می‌شد.

## مستند عصر جدید
مستند عصر جدید که با نام داستان تولد یک ستاره هم شناخته می‌شود، مجموعه مستند ۶۰ دقیقه‌ای است که هر سال بعد از اتمام مرحلهٔ نیمه‌نهایی عصر جدید و مشخص شدن فینالیست‌ها از شبکه سه پخش شد. این مستند به معرفی فینالیست‌های عصر جدید و مرور داستان زندگیشان می‌پردازد. این مجموعه به تهیه‌کنندگی و کارگردانی احسان علیخانی روی آنتن می‌رود.
فصل اول این مستند در ۱۳ مرداد ۱۳۹۸ آغاز و در ۲۴ مرداد ۱۳۹۸ به پایان رسید. فصل دوم این مستند در ۳ اسفند ۱۳۹۹ آغاز و در ۲۱ اسفند ۱۳۹۹ به پایان رسید.

#### قسمت‌ها
| فصل | عنوان                                           | تاریخ پخش     | مدت      |
| --- | ----------------------------------------------- | ------------- | -------- |
| ۱   | داستان تولد یک ستاره: پارسا خائف                | ۱۳ مرداد ۱۳۹۸ | ۵۲ دقیقه |
| ۱   | داستان تولد یک ستاره: محمد زارع                 | ۱۵ مرداد ۱۳۹۸ | ۶۰ دقیقه |
| ۱   | داستان تولد یک ستاره: سعید فتحی‌روشن             | ۱۸ مرداد ۱۳۹۸ | ۶۱ دقیقه |
| ۱   | داستان تولد یک ستاره: گروه دختران نینجا         | ۲۰ مرداد ۱۳۹۸ | ۶۵ دقیقه |
| ۱   | داستان تولد یک ستاره: فاطمه عبادی               | ۲۱ مرداد ۱۳۹۸ | ۵۱ دقیقه |
| ۱   | باور یک رؤیا                                    | ۲۷ مرداد ۱۳۹۸ | ۸۵ دقیقه |
| ۲   | داستان تولد یک ستاره: فرشتگان                   | ۳ اسفند ۱۳۹۹  | ۵۲ دقیقه |
| ۲   | داستان تولد یک ستاره: گروه مجاز                 | ۹ اسفند ۱۳۹۹  | ۴۷ دقیقه |
| ۲   | داستان تولد یک ستاره: عرفان طهماسبی             | ۱۰ اسفند ۱۳۹۹ | ۴۷ دقیقه |
| ۲   | داستان تولد یک ستاره: گروه ستاره هشتم           | ۱۶ اسفند ۱۳۹۹ | ۵۸ دقیقه |
| ۲   | داستان تولد یک ستاره: گروه جوانمردان ایران زمین | ۱۷ اسفند ۱۳۹۹ | ۴۳ دقیقه |

## عصر جدید آنلاین
عصر جدید آنلاین یک برنامهٔ تاک شو است که به گفت‌وگو با شرکت‌کنندگان، مجریان، داوران، مربیان و عوامل برنامهٔ عصر جدید می‌پردازد. این برنامه به‌صورت زنده از کانال روبیکای عصر جدید پخش می‌شد.
قسمت اول این برنامه در ۷ بهمن ۱۳۹۹ پخش شد.

## ویژه برنامهٔ تحویل سال
ویژه برنامهٔ تحویل سال عصر جدید ویژه برنامهٔ زندهٔ نوروزی با مجری‌گری احسان علیخانی بود که در روزهای نزدیک به سال ۱۳۹۸ و ۱۴۰۰ خورشیدی روی آنتن شبکه سه رفت و تا ساعاتی بعد از تحویل سال ادامه داشت. این برنامهٔ گفتگومحور با سبک تاک شو با حضور مهمان‌های سرشناس و مهمان‌هایی از مردم سعی داشت تا در ساعات پایانی سال و بعد از تحویل سال، در کنار مردم سال نو را جشن بگیرد و بینندگان را ساعاتی سرگرم کند.
فصل اول این برنامه در ۲۸ اسفند ۱۳۹۷ آغاز شد و در ۱ فروردین ۱۳۹۸ به پایان رسید.
فصل دوم این برنامه در ۳۰ اسفند ۱۳۹۹ آغاز شد و در همان روز به پایان رسید.

### دربارهٔ برنامه
این برنامه با اجرای احسان علیخانی و با حضور ده‌ها چهرهٔ مطرح از حوزه‌های مختلف علمی، فرهنگی، ورزشی و هنری و همچنین نخبگان جوان کشور، مهمان ویژهٔ برنامه تحویل سال شبکه سه بودند.

### موسیقی تیتراژ
| سال پخش | نام خواننده                                                                                            | نام آهنگ   | نوع تیتراژ                       | توضیحات ویژه                                                                                                |
| ------- | --- | ---------- | -------------------------------- | --- |
| ۱۴۰۰    | عرفان طهماسبی، سروش فرهمند، عرفان رسولی، پویان جناتی، مجید معظمی، پارسا سیمین‌مرام                      | سال تو     | تیتراژ ابتدایی و پایانی          | آهنگساز و تنظیم: پوریا حیدری/شعر: کیوان نظری/نوازنده سرنا: احسان عبدی‌پور                                    |
| ۱۳۹۸    | محسن چاوشی                                                                                             | لباس نو    | تیتراژ ابتدایی و پایانی قسمت دوم | |
| ۱۳۹۸    | محمدرضا هدایتی، سامان جلیلی، پیام عزیزی، رضا صادقی، مرتضی پاشایی، مهدی یراحی، محمد علیزاده، سعید شهروز | فصل بهار ۳ | تیتراژ ابتدایی و پایانی قسمت اول | ترانه‌سرا و ملودی: حسن کریمی/تنظیم‌کننده و میکس: معین راهبر/تهیه‌کننده: احسان علیخانی/کارگردان: برادران بوشهری |

### مهمانان

#### فصل اول (۱۳۹۸)
| قسمت | نام مهمان            | حرفه                   | تصویر |
| ---- | -------------------- | ---------------------- | ----- |
| اول  | صابر خراسانی         | شاعر                   |       |
| اول  | غلامرضا صنعتگر       | خواننده                |       |
| اول  | گروه چیکسای          | گروه                   |       |
| اول  | مهران غفوریان و هانا | بازیگر                 |       |
| اول  | یوسف تیموری          | بازیگر                 |       |
| اول  | مرجانه گلچین         | بازیگر                 |       |
| اول  | هدایت هاشمی          | بازیگر                 |       |
| اول  | خانواده موسویان      | خانواده                |       |
| اول  | گروه آذری‌ها          | گروه                   |       |
| اول  | مرتضی امیری و همسرش  | مستندساز نابینا        |       |
| اول  | رضا بهرام            | خواننده                |       |
| دوم  | گروه سیستانی         | گروه                   |       |
| دوم  | عوامل فیلم ۲۳ نفر    | فیلم                   |       |
| دوم  | بابک مافی            | خواننده                |       |
| دوم  | گروه مازندرانی       | گروه                   |       |
| دوم  | جواد فرحانی          | تهیه‌کننده              |       |
| دوم  | فیروز کریمی          | بازیکن و سرمربی فوتبال |       |
| دوم  | ادموند بزیک          | بازیکن و سرمربی فوتبال |       |
| دوم  | گروه بلوچی           | گروه                   |       |
| دوم  | خانواده شهید جلیلوند | خانواده                |       |
| دوم  | گروه گیلانی          | گروه                   |       |
| دوم  | مسیح و آرش           | خواننده                |       |
| دوم  | گروه بختیاری         | گروه                   |       |
| دوم  | امین حیایی           | بازیگر، خواننده        |       |
| دوم  | سید بشیر حسینی       | نویسنده                |       |
| دوم  | آریا عظیمی‌نژاد       | آهنگ‌ساز                |       |
| دوم  | گروه کردی            | گروه                   |       |
| دوم  | محمد برمایی          | روحانی                 |       |
| دوم  | سالار عقیلی          | خواننده                |       |
| دوم  | گروه عرب‌ها           | گروه                   |       |
| دوم  | گروه قشقایی          | گروه                   |       |
| دوم  | دکتر رمضانی          | پزشک                   |       |
| دوم  | یوسف اصلانی          | خیّر                    |       |
| دوم  | گروه بوشهری          | گروه                   |       |

#### فصل دوم (۱۴۰۰)
| قسمت | نام مهمان    | حرفه                         | تصویر |
| ---- | ------------ | ---------------------------- | ----- |
| اول  | علی نصیریان  | بازیگر                       |       |
| اول  | محمد علیزاده | خواننده                      |       |
| اول  | حسین یکتا    | عضو شورای مرکزی قرارگاه عمار |       |

### جوایز و نامزدها
| سال  | جوایز      | دسته‌بندی                                        | نتیجه |
| ---- | ---------- | ----------------------------------------------- | ----- |
| ۱۴۰۰ | صدا و سیما | بهترین برنامهٔ تحویل سال صدا و سیما              | برنده |
| ۱۳۹۸ | صدا و سیما | بهترین برنامهٔ تحویل سال صدا و سیما از نگاه مردم | برنده |
| ۱۳۹۸ | سینمادیلی  | بهترین برنامهٔ تحویل سال صدا و سیما              | برنده |

## عصر همدلی
پویش عصر همدلی، همکاری مشترک عصر جدید و هلال احمر و مردم ایران برای کمک به افراد نیازمند است.
فصل اول این پویش برای کمک به سیل‌زدگان در استان لرستان در سال ۱۳۹۸ و فصل دوم آن برای مبارزه با بیماری همه‌گیر کروناویروس و عواقب آن در مناطق محروم و کم‌برخوردار جهت تأمین وسایل حفاظت فردی (ماسک، مایع ضدعفونی، دستکش و…) برای خانواده‌های کم‌بضاعت، نقاط حاشیه‌ای و آسیب‌خیز و مناطق محروم در سراسر کشور در سال ۱۳۹۹ بود. کمک‌های نقدی از طریق شماره‌گیری کد دستوری #۱۱۲*۷۸۰* به حساب جمعیت هلال احمر ایران واریز می‌شد.